# Plantago holosteum
Espèce
Classification phylogénétique
Le plantain caréné, plantain à feuilles carénées ou plantain recourbé (Plantago holosteum) est une plante herbacée à souche ligneuse de la famille des Plantaginaceae.

## Répartition
Deux sous-espèces sont présentes en France :
- Plantago holosteum var. littoralis (Rouy), sous-espèce atlantique.
- Plantago holosteum var. holosteum, sous-espèce méditerranéenne.

## Protection
Arrêté du 25 janvier 1993 relatif à  la liste des espèces végétales protégées en région Pays-de-la-Loire complétant la liste nationale/ Article 1 : Plantago holosteum.